# Sala Sibelius
Sibelius Hall (Sibeliustalo) es la sala de conciertos de la ciudad de Lahti, Finlandia, nombrada en honor del compositor Jean Sibelius. Es sede de la Orquesta Sinfónica de Lahti y fue abierto en el año 2000.
Diseñado por los arquitectos Kimmo Lintula y Hannu Tikka, tiene capacidad para 1250 espectadores y está construido en madera.

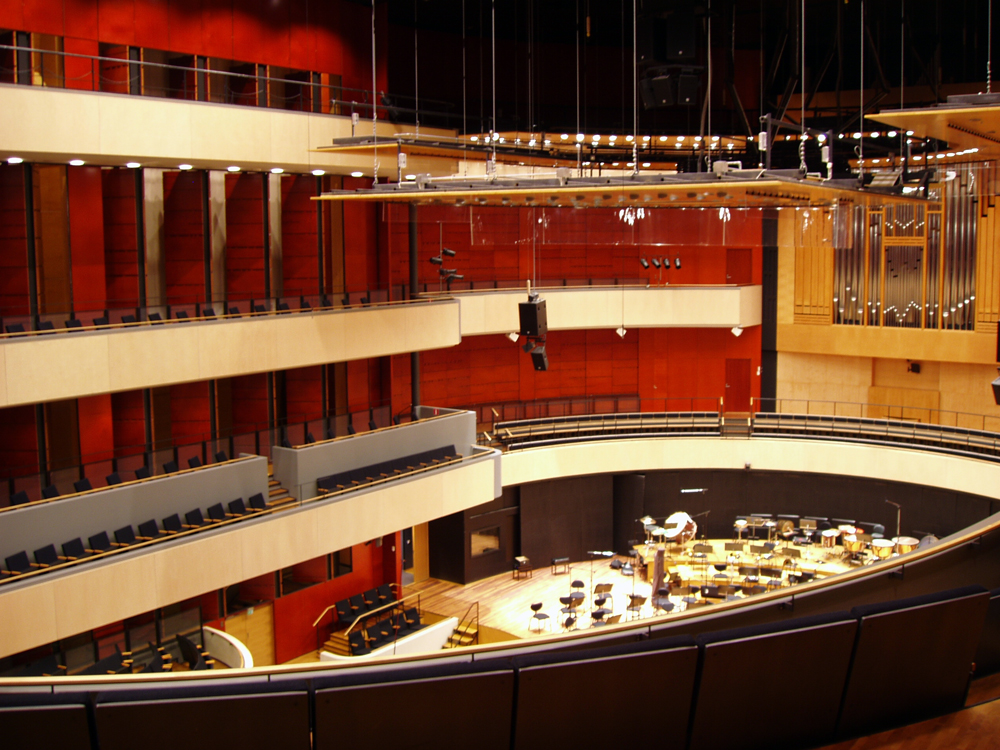